# Whiskey Lake
Whiskey Lake è il nome in codice di Intel per il terzo processo di ottimizzazione a 14 nm di Skylake, dopo Kaby Lake Refresh e Coffee Lake. Intel ha annunciato la disponibilità di CPU mobile Whiskey Lake a bassa potenza il 28 agosto 2018. Non è stato ancora pubblicizzato se questa architettura contiene mitigazioni hardware per Meltdown e Spectre (varie fonti contengono informazioni contrastanti). Ufficiosamente è stato annunciato che Whiskey Lake ha mitigazioni hardware contro Meltdown e L1TF mentre Spectre V2 richiede mitigazioni software e aggiornamenti di microcode/firmware.

## Cambiamenti di architettura rispetto a Kaby Lake Refresh
- Processo a 14+++ nm
- Incremento del turbo clock (300-600 MHz)
- PCH a 14 nm
- Supporto nativo USB 3.1 gen 2 (10 Gbit/sec)
- Wi-Fi 802.11ac 160 MHz e Bluetooth 5.0 integrati
- Supporto della memoria Intel Optane Memory

## Elenco dei processori Whiskey Lake

### Processori mobile
Questa tabella mostra le CPU correnti basate su Whiskey Lake e le relative specifiche. 
| Processor branding | Modello | Core (Thread) | CPU clock rate di base | Turbo clock GHz Numero di core usati | Turbo clock GHz Numero di core usati | Turbo clock GHz Numero di core usati | GPU     | Max GPU clock rate | L3 cache | TDP  | TDP    | Memoria               | Prezzo |
| Processor branding | Modello | Core (Thread) | CPU clock rate di base | 1                                    | 2                                    | 4                                    | GPU     | Max GPU clock rate | L3 cache | Up   | Down   | Memoria               | Prezzo |
| ------------------ | ------- | ------------- | ---------------------- | ------------------------------------ | ------------------------------------ | ------------------------------------ | ------- | ------------------ | -------- | ---- | ------ | --------------------- | ------ |
| Core i7            | 8665U   | 4 (8)         | 1.9 GHz                | 4.8                                  |                                      |                                      | UHD 620 | 1150 MHz           | 8 MiB    | 25 W | 10 W   | DDR4-2400 LPDDR3-2133 | €366   |
| Core i7            | 8565U   | 4 (8)         | 1.8 GHz                | 4.6                                  | 4.5                                  | 4.1                                  | UHD 620 | 1150 MHz           | 8 MiB    | 25 W | 10 W   | DDR4-2400 LPDDR3-2133 | €366   |
| Core i5            | 8365U   | 4 (8)         | 1.6 GHz                | 4.1                                  |                                      |                                      | UHD 620 | 1100 MHz           | 6 MiB    | 25 W | 10 W   | DDR4-2400 LPDDR3-2133 | €266   |
| Core i5            | 8265U   | 4 (8)         | 1.6 GHz                | 3.9                                  | 3.9                                  | 3.7                                  | UHD 620 | 1100 MHz           | 6 MiB    | 25 W | 10 W   | DDR4-2400 LPDDR3-2133 | €266   |
| Core i3            | 8145U   | 2 (4)         | 2.1 GHz                | 3.9                                  | 3.7                                  | N.D.                                 | UHD 620 | 1000 MHz           | 4 MiB    | 25 W | 10 W   | DDR4-2400 LPDDR3-2133 | €252   |
| Pentium Gold       | 5405U   | 2 (4)         | 2.3 GHz                | N.D.                                 | N.D.                                 | N.D.                                 | UHD 610 | 950 MHz            | 2 MiB    | -    | 12.5 W | DDR4-2133 LPDDR3-1866 | €144   |
| Celeron            | 4205U   | 2 (2)         | 1.8 GHz                | N.D.                                 | N.D.                                 | N.D.                                 | UHD 610 | 900 MHz            | 2 MiB    | -    | 12.5 W | DDR4-2133 LPDDR3-1866 | €96    |